# Atlantis Kindermuseum
Das Atlantis Kindermuseum in Duisburg war ein Kindermuseum und das größte Museum seiner Art in Deutschland.

## Geschichte
Das Museum war untergebracht in der Werhahnmühle, einer alten Getreidemühle am Duisburger Innenhafen. Der Umbau des historischen Gebäudes erfolgte mit Fördermitteln der EU und des Landes Nordrhein-Westfalen. Das Museum wurde am 8. Januar 2004 eröffnet und am 4. November 2007 in Duisburg aus finanziellen Gründen geschlossen.
Die Konzeption beruhte auf dem Vorbild US-amerikanischer Kindermuseen: „hands on“ und „minds on“. Die Kinder sollen unter pädagogischer Anleitung spielerisch ihre Umwelt entdecken. Im Museum gab es drei Themenschwerpunkte: unter der Stadt, in der Stadt und über der Stadt. Die Kinder sollen auf diese Weise neue Erfahrungen machen und ihre Umwelt aus einem anderen Blickwinkel sehen lernen. Am 19. April 2008 ist das Legoland Discovery Center Duisburg in den Räumen des Museums eröffnet worden. Die Leitung des Kindermuseums entschied  einen Standort in der Nachbarstadt Oberhausen zu beziehen.

## Explorado
Nach dem Umzug des Discovery Centre nach Oberhausen eröffnete die Kölner AWC AG im Mai 2013 in den Räumlichkeiten der Werhahnmühle das Kindermuseum Explorado, das beispielsweise Exponate aus dem Atlantis-Fundus sowie das ehemalige Legoland-Kino nutzt. Betreiber ist nunmehr die Explorado Operations GmbH, Köln.